# الزيت الميكروبي
يتكون الزيت أحادي الخلية ، المعروف أيضًا باسم الزيت الميكروبي، من الدهون المخزنة داخل الخلايا، وهو ثلاثي الجلسرين . وهو مشابه للزيت النباتي ، المنتج بيولوجيا أيضا. يتم إنتاجه بواسطة الكائنات الحية الدقيقة الزيتية، وهو المصطلح الذي يطلق على تلك البكتيريا والفطريات والطحالب والخمائر، والتي يمكن أن تتراكم فيها الزيت أو المكون الدهنى ما بين 20% إلى 80%من كتلتها الحيوية.  حيث يتم تراكم الدهون في نهاية المرحلة اللوغاريتمية ( النمو الأسى) ويستمر خلال مرحلة الثبات حتى يبدأ مصدر الكربون في الانخفاض بسبب محدودية التغذية.
المصدر الأكثر أهمية هو بعض أنواع الخمائر، التي لديها القدرة على تحويل المغذيات إلى ثلاثي الجليسريد وتجميع الدهون المنتجة عند تناول الكربوهيدرات.  تم إجراء أبحاث حول إنتاج الزيت الميكروبي لإنتاج الديزل الحيوي ، وذلك لأن الكربوهيدرات غير النقية مثل المخلفات الزراعية ، دبس السكر، يمكن استخدامها كمادة خام لإنتاج الزيت. 

## إنتاج الزيت أحادى الخليه SCO
يمكن إجراء الإنتاج الميكروبي لـ SCO عن طريق التخمير المغمور (SmF) أو التخمير في الحالة الصلبة (SSF). المصدر الأكثر استخدامًا للكربون هو الجلوكوز.  تم الحصول على دهنى خلوى يزيد عن 60٪ أيضا باستخدام الزيلوز والجلوكوز والفركتوز كركائز باستخدام Mortierella isabellina .  من الضروري اختيار مصدر الكربون المناسب، ولكن مصدر النيتروجين يؤثر على تراكم SCO. كما يتم استخدام مصادر النيتروجين العضوية وغير العضوية بشكل فردي أو مجتمعة في الأدبيات العلميه. وتشمل هذه المواد مستخلص الخميرة، واليوريا، والببتون، والجلايسين ، وKNO3، و NH4NO3 ، و( NH4 ) 2SO4 .  تؤثر نسبة الكربون إلى النتروجين C/N على تراكم الدهون. تتراوح النسب المبلغ عنها من 35 إلى 340 مول مول-1.  من حيث المبدأ، يمكن زراعة الكائنات الحية الدقيقة الزيتية على دفعات، أو على دفعات متعاقبة، أو على شكل تدفقات مستمرة. أدى زراعة M. alpina في مفاعل حيوي رجاج إلى زيادة الدهون المتراكمة في الخلايا مقارنة بالقوارير المهتزة. 

## التفكيك
يعد تفكيك الخلايا أمرًا مهمًا للغاية، لأن كفاءة تفكيك الخلايا تؤثر بشكل مباشر على العمليات اللاحقة وكفاءة الاستخراج الشاملة. ويمكن تحقيق ذلك بالطرق الميكانيكية وغير الميكانيكية.

### طحن الخرز
تتفكك الخلايا نتيجة لتأثير كريات الطحن والكتلة الحيوية وكذلك بواسطة عمليات الضغط والقص ونقل الطاقة الناتجة.  إن تقطيع الخلايا عن طريق طحن عن طريق الكريات (الخرز) هو أمر بسيط وفعال ومناسب لمجموعة واسعة من الكائنات الحية الدقيقة.

### التجانس
في أثناء عملية التجانس، يتم دفع الكتلة الحيوية تحت ضغط عالٍ بواسطة فَتْحَة. تعتمد كفاءة تمزيق الخلايا على الضغط المطبق وعدد التمريرات والكائنات الحية.

### الموجات فوق الصوتية
تعد الموجات فوق الصوتية باستخدام ترددات تبلغ حوالي 25 كيلو هرتز طريقة أخرى لقص السوائل التي تستخدم بشكل متكرر في الصناعات وتبين أنها مناسبة لتدمير الخلايا.

### إزالة الضغط
يتم تحقيق تفكك الخلايا عن طريق إزالة الضغط عن طريق خلط معلق الخلايا مع غاز مضغوط فوق الحد الحرج للانضغاط ثم تخفيف الضغط لاحقًا. يتمدد الغاز الذي دخل إلى الخلايا عند تحرير الضغط ويسبب تمزق الخلايا بسبب الضغط العالي.

### الصدمة التناضحية أو الأسموزيه
يتم تطبيق الصدمة الأسموزيه عن طريق تعريض الخلايا لوسط يحتوي على تركيز عالي من المذاب، مثل الملح أو السكر، مما يمارس ضغطًا أسموزيًا عاليًا ثم التخفيف المفاجئ للوسط مما يؤدي إلى زيادة الضغط داخل الخلايا. و لكن لا يمكن تدمير الكائنات الحية الدقيقة ذات الجدران الخلوية عن طريقتلك الطريقة ( الصدمة الأسموزيه).

## الاِستِخلاص

### استخراج عن طريق جهاز سوكسليت
تم اختراع جهاز استخراج سوكسليت بواسطة فرانز سوكسليت في عام 1879 لاستخراج الدهون من مسحوق الحليب  وهو أحد أكثر الطرق شبه المستمرة شيوعًا لاستخراج الدهون من عينات الأطعمة الصلبة. يتم تجفيف العينة وطحنها إلى مسحوق ناعم ووضعها على إصبعية مسامية داخل حجرة الاستخراج. يتم استخراج العينة من خلال عدة جولات غسيل بمذيب عضوي (إيثر البترول في الأصل) تحت الارتداد. بعد الاستخلاص، يتم تبخير المذيب ويتم وزن البقايا، لحساب الكتلة الجافة الإجمالية للدهون المستخرجة.

### استخراج الفولش
تعتبر طريقة استخلاص فولش  مقبولة بشكل عام كتقنية قياسية لاستعادة الدهون الكلية. تم اختراعه في الأصل كطريقة بسيطة لاستخراج الدهون الكلية من الأنسجة الحيوانية (الدماغ والكبد والعضلات) ويستخدم نظام المذيب الكلوروفورم: الميثانول (2:1) وإضافة الأملاح إلى المستخلص الخام. من خلال غسل المستخلص الخام بالماء أو محلول ملحي، يتم تكوين نظام ثنائي الطور، مع الجزء الدهني في الطور السفلي والجزء غير الدهني في الطور العلوي (المائي).[بحاجة لمصدر]

### استخراج السوائل المضغوطة
تعتبر عملية استخلاص السوائل المضغوطة (PLE) مشابهة لعملية استخلاص سوكسليت ولكنها تستخدم مذيبات سائلة في درجات حرارة وضغوط مرتفعة مما يؤدي إلى تحسين أداء الاستخلاص بسبب تحسين خصائص الذوبان ونقل الكتلة. يتم وضع العينة في خلية الاستخلاص التي يتم تسخينها إلى 80-200 درجة مئوية. يتم ضخ المذيب إلى خلية الاستخلاص ويبقى لمدة معينة، عادة من 5 إلى 10 دقائق، تحت ضغط مرتفع (10 إلى 20 ميجا باسكال). وبعد ذلك يتم إدخال المذيب النقى ويتم تخزين المستخلص في قارورة التجميع. وأخيرا، يتم دفع المذيب بأكمله إلى قارورة التجميع باستخدام النيتروجين المضغوط.

### استخراج السوائل فوق الحرجة
يتم تعريف السوائل فوق الحرجة على أنها أي مادة تزيد درجة حرارتها وضغطها عن الحد الحرج. في الحالة فوق الحرجة، تمتلك المواد خصائص مرغوبة للغاية تجعلها مناسبة للاستخلاص: يمكنها اختراق المواد الصلبة والانتشار من خلالها مثل الغاز، ولكنها تذيب الدهون أو أي محلل آخر مثل السوائل.

## التطبيقات

### التغذية البشرية
تعتبر الأحماض الدهنية المتعددة غير المشبعة ضرورية للحفاظ على الوظائف الحيوية في الثدييات مثل البشر، نظرًا لأن البشر لا يستطيعون تصنيع هذه الأحماض الدهنية الأساسية، فيجب الحصول عليها من مصادر غذائية مختلفة مثل زيت السمك والكبد. تعتبر الكائنات الحية الدقيقة الزيتية أيضًا مصدرًا محتملًا لمثل هذه الأحماض الدهنية. على نطاق صناعي، يمكن إجراء الإنتاج التخميري عن طريق التخمير المغمور (SmF) أو التخمير في الحالة الصلبة (SSF).

### الديزل الحيوي
يمكن استخدام SCO لإنتاج الديزل (إسترات الميثيل أو الإيثيل الأحماض الدهنية). يمكن إنتاج الديزل الحيوي من مصادر نباتية وحيوانية ولكن بسبب المخاوف البيئية هناك حاجة إلى مساحة كبيرة من الأرض لإنتاج النباتات للديزل. في حين أن المصدر الميكروبي يستخدم مساحة أقل ويمكن جعله أكثر إنتاجية باستخدام التكنولوجيا الوراثية لإنتاج كميات كبيرة من المركب المطلوب. ومع ذلك، فإن التكاليف المرتفعة لاستخدام زيت النخيل الخام لإنتاج الديزل الحيوي تعوق الإنتاج التجاري.

### المواد الكيميائية الزيتية
يتم تعريف المواد الكيميائية الزيتية عادةً على أنها منتجات كيميائية مشتقة من ثلاثي أسيل الجلسرين النباتي أو الحيواني.  ونعلم الآن أنه بإمكاننا إنتاجه من خلال مصدر ميكروبي أيضًا. تشتمل المواد الكيميائية الزيتية على الأحماض الدهنية والكحولات الدهنية وإسترات الميثيل. يمكن استخدام الكحولات الدهنية والإسترات بين الأحماض الدهنية والكحول الدهني (إستر الشمع) بشكل خاص في صناعات مختلفة، على سبيل المثال، في الصابون والمنظفات والمواد المضافة لمستحضرات التجميل والفيرومونات والنكهات.  علاوة على ذلك، يمكننا استخدام هندسة الأيض لإنتاج الكحول الدهني وإستر الشمع من الكائنات الحية غير الزيتية.

## قارأت إضافية
- Ochsenreither، Katrin؛ Glück، Claudia؛ Stressler، Timo؛ Fischer، Lutz؛ Syldatk، Christoph (5 أكتوبر 2016). "Production Strategies and Applications of Microbial Single Cell Oils". Frontiers in Microbiology. ج. 7: 1539. DOI:10.3389/fmicb.2016.01539. PMC:5050229. PMID:27761130.
- Madani، M.؛ Enshaeieh، M.؛ Abdoli، A. (أكتوبر 2017). "Single cell oil and its application for biodiesel production". Process Safety and Environmental Protection. ج. 111: 747–756. DOI:10.1016/j.psep.2017.08.027.
- Huang، Chao؛ Chen، Xue-fang؛ Xiong، Lian؛ Chen، Xin-de؛ Ma، Long-long؛ Chen، Yong (مارس 2013). "Single cell oil production from low-cost substrates: The possibility and potential of its industrialization". Biotechnology Advances. ج. 31 ع. 2: 129–139. DOI:10.1016/j.biotechadv.2012.08.010. PMID:22960618.